# Atlético Ottawa
L'Atlético Ottawa è una società calcistica canadese con sede a Ottawa (Ontario). Il club è stato fondato nel 2020 e partecipa alla Canadian Premier League.

## Storia
Le prime voci su una concreta possibilità di espandere la Canadian Premier League nella capitale del paese cominciarono a circolare nei primi giorni del 2020, grazie all'interessamento di un investitore straniero. Il 29 gennaio la stessa lega confermò di aver raggiunto un accordo con il club spagnolo dell'Atlético Madrid per l'avvio di una squadra filiale a Ottawa. L'11 febbraio successivo è stato ufficializzato il nome Atlético Ottawa e l'adozione dei medesimi colori del club madrileno, nell'ottica del rafforzamento del brand dei colchoneros nel continente nordamericano.
La lega ha successivamente rivelato come i contatti con l'Atlético fossero stati allacciati già da diversi mesi grazie a Mediapro, società spagnola che già produceva e commercializzava le dirette televisive della CPL. Le trattative avrebbero poi subito una brusca accelerata grazie alla chiusura degli Ottawa Fury e al coinvolgimento di Jeff Hunt, uno dei soci della OSEG, società proprietaria degli stessi Fury e di altre società sportive cittadine come gli Ottawa RedBlacks.

## Colori e simboli
I colori del club sono il rosso, il bianco e il blu, quelli della squadra madre dell'Atlético Madrid. In più i tre colori corrispondono anche al rosso federale del Canada, al bianco come simbolo della cultura bilingue della città, e al blu del Canale Rideau che attraversa Ottawa.
Il logo è composto da uno scudo in stile gotico. Nella parte superiore è presente la sagoma della Peace Tower, la torre più alta dell'edificio del parlamento canadese, simbolo della città. Al centro è presente una fascia blu con il nome della squadra, mentre nella parte inferiore sono presenti le strisce bianche e rosse che caratterizzano il club, arricchite al centro dalla foglia d'acero, simbolo nazionale.

### Storico maglie
- Wikimedia Commons contiene immagini o altri file sulle maglie dell'Atlético Ottawa

## Stadio
L'Atlético Ottawa disputa le proprie partite casalinghe al TD Place Stadium, impianto da 24.000 spettatori, completamente ristrutturato nel 2014.

## Società

### Sponsor
- 2020- Macron

## Allenatori
- 2020-2021  Mista[9]
- 2022-2024  Carlos González Juárez[10]
- 2025-  Diego Andrei Mejía[11]

## Palmarès
- CPL Shield: 1

2022

## Statistiche e record

### Partecipazioni ai campionati nazionali
| Livello | Categoria | Partecipazioni | Debutto | Ultima stagione | Totale |
| ------- | --------- | -------------- | ------- | --------------- | ------ |
| 1º      | CPL       | 4              | 2020    | 2023            | 4      |

### Partecipazioni alle coppe nazionali
| Competizione          | Partecipazioni | Debutto | Ultima stagione |
| --------------------- | -------------- | ------- | --------------- |
| Canadian Championship | 3              | 2021    | 2023            |

## Tifoseria
L'Atlético Ottawa ha ricevuto sin dalla sua presentazione l'appoggio dei Bytown Boys, gruppo di tifosi già al seguito dell'Ottawa Fury. Il gruppo canta i propri cori sia in inglese che in francese, a testimoniare la natura bilingue della città.

## Organico

### Rosa 2023
| N. |                    | Ruolo | Calciatore        |
| -- | ------------------ | ----- | ----------------- |
| 1  | Spagna (bandiera)  | P     | Nacho Zabal       |
| 2  | Canada (bandiera)  | D     | Malyk Hanilton    |
| 3  | Canada (bandiera)  | D     | Milovan Kapor     |
| 4  | Canada (bandiera)  | D     | Brandon John      |
| 7  | Ghana (bandiera)   | A     | Bernardinho       |
| 8  | Messico (bandiera) | A     | Francisco Acuña   |
| 9  | Mali (bandiera)    | A     | Mohamed Kourouma  |
| 10 | Canada (bandiera)  | A     | Ben Fisk          |
| 11 | Canada (bandiera)  | C     | Antoine Coupland  |
| 12 | Canada (bandiera)  | D     | Michel Djaozandry |
| 13 | Canada (bandiera)  | A     | Kunle Dada-Luke   |

| N. |                        | Ruolo | Calciatore        |
| -- | ---------------------- | ----- | ----------------- |
| 14 | Canada (bandiera)      | D     | Jarred Philips    |
| 18 | Giamaica (bandiera)    | C     | Tevin Shaw        |
| 19 | Canada (bandiera)      | A     | Malcolm Shaw      |
| 21 | Spagna (bandiera)      | C     | Alberto Zapater   |
| 22 | Canada (bandiera)      | C     | Ben McKendry      |
| 23 | Canada (bandiera)      | C     | Ajay Khabra       |
| 25 | Canada (bandiera)      | P     | Ricky Gomes       |
| 30 | Camerun (bandiera)     | P     | Horace Sobze Zemo |
| 42 | Canada (bandiera)      | C     | Matteo de Brienne |
| 44 | Inghilterra (bandiera) | D     | Vashon Neufville  |